# Монастыри Самарского края в XVI — первой половине XIX века
Монастыри различных конфессий сыграли важную роль в освоении территории Самарского и Сызранского Поволжья, ныне являющейся территорией Самарской митрополии.

## Монастыри
Первые монастыри в регионе появляются сразу после создания Самарской крепости. К этому времени относится основание самарских Спасо-Преображенских мужского и женского монастырей.
Спасо-Преображенский мужской монастырь был одним из крупнейших землевладельцев Самарского уезда. По данным переписных книг 1646 года вотчина монастыря занимала бо́льшую часть Самарского уезда, и в ней располагалось до 90 % крестьянских дворов уезда. С начала XVII века упоминаются пашни и селения, принадлежавшие монастырю, и занимавшие восточную часть Самарской Луки. По переписным и отказным книгам монастыря в 1640—1642 годах он владел селами Рождественское и Ильинское (Подгоры), а также прилежащими к ним деревнями и починками. В 1648 году царь Алексей Михайлович выдал патриарху Иосифу грамоту на владение Самарским Спасо-Преображенским монастырём с селами и деревнями: Подкараульная, Ахтулина, Терновая Поляна с пустошами, озёрами и другими угодьями — поселениями на правом берегу Волги, напротив Самары. В 1670-х годах в них было 436 дворов и 1106 человек. По документам 1671 года к владениям монастыря прибавилось построенное село Архангельское (Новинки).
Женский монастырь, в отличие от прочих, не имел никаких угодий, крестьян, земель и прочего. Содержался он на государственное жалование монахиням. Самарские монастыри также служили приютом для немощных посадских и служилых людей, с этой же целью создавались новые монастырские обители в новых крепостях Сызрани и Кашпире. Сызранский Вознесенский монастырь появился в 1684 году, но в 1867 году он был переведён в построенную крепость Кашпир и переименован в Кашпирский Благовещенский монастырь, упраздненный в 1764 году. В самой же Сызрани мужской Вознесенский монастырь был воссоздан уже в 1691 году. Обитель владела более чем 807 десятинами земли, лесом, частью реки Сызрань и торговыми лавками в Сызрани, при монастыре было пять храмов.
В конце XVI—XVII века крупнейшие монастыри России начинают хозяйственное освоение Самарского Поволжья. Однако долгое время территория региона было небезопасной для хозяйственной деятельности из-за угроз набегов башкир и калмыков. Поэтому важнейшим ресурсом территории, на ранних этапах колонизации региона, играли сезонные рыбные промыслы, не столь уязвимые для разорений. Они то и привлекли внимание влиятельных и предприимчивых столичных монастырей.
Первым из известных документальных свидетельств об участии монастырей в жизни региона является жалованная грамота, данная Борисом Годуновым нижегородскому Печорскому монастырю. По этой грамоте: «…Печорского ж монастыря в Самарском городе на реке Волге воды… с верхние изголови Тушина острова до … нижнего устья Самары реки…» Однако же имеются свидетельства, что это был далеко не первый отвод вод во владения монастырями. Так в донесении казанских воевод о причинах неулова рыбы говорится, что в «… Казанских водах… не долавливается рыба для царя …», так как рыбаки уходят к Самаре, Саратову и ниже, где «… идут в оброк…» к монастырям.
В 1606 году от царя Василия Шуйского право рыбной ловли на Волге ниже Самарской Луки «в Самарских тихих Сосновых водах, от Чернаго затону вниз Волги на 45 вёрст до устья Елань-Иргиз» получил Чудов монастырь. Его права на рыбную ловлю в дальнейшем подтверждались грамотами царей Михаила и Алексея. Однако монастырь получал пространство «с займищи и с разливы по сухой берег только для одной рыбной ловли», то есть без прилежащих земель, вследствие чего рыболовные ватаги должны были «стоять по островам». Рыбная ловля традиционно велась с весны до середины лета. Весенние разливы обычно затапливали большинство волжских островов и «станы их (монахов) и всякое ватажное строение по все годы сносит и ломает без остатку, и убытки им чинится великие». Желая избежать этих убытков, а также предполагая выгоды от рыбной ловли в осенний и зимний период, для чего нужны были зимние припасы и корм для лошадей, в 1685 году монастырь обращается к царю с челобитной, прося дать им для обустройства рыболовных ватаг место напротив их рыбных ловель «на нагорной стороне подле Волги реки сухой берег от Ташевые горы по Хорошенской перебор», отдельно отмечая, что «тот Вольский пустой берег в дачах ни за кем не бывал, стал за новою чертою ниже города Сызранска верст с сорок», т.е никому ранее не отводился, да и на значительном удалении от фактической границы русского государства. В качестве дополнительного аргумента называлась необходимость оградить рыбные ловли от конкуренции со стороны сызранских служилых людей, владения которых приблизились к монастырским водам. К началу XVIII века вся эта местность оказалась принадлежащей Чудову монастырю, и на ней уже находилось значительное монастырское поселение — село Архангельское.
Новоспасский монастырь получил жалованную грамоту на «в реке Волге Саратовские Иргизския рыбные ловли» за ежегодный двадцатирублевый оброк в царствование Михаила Фёдоровича в 1632 году. При Алексее Михайловиче монастырь расширил владения, за прибавку к оброку 17 рублей и 7 алтын монастырю «дано к тем же водам Иргизский юрт по обе стороны тех вод и Волги реки». Таким образом за довольно небольшой оброк монастырь овладел водами Волги и её притоками правобережной Терсой и левобережными Большим и Малым Иргизом. Успешное обзаведение Чудовым монастырём земельными владениями в Поволжье, подтолкнуло в аналогичному прошению и руководство Новоспасского монастыря. В 1690-х годах оно обратилось с ходатайством, чтобы примыкающие к их водам «земли со всеми угодьями даны (были) в вотчину Спасскому монастырю без меры по старым урочищам». Не дожидаясь правительственного разрешения монастырь перевёл на новые места крестьян из принадлежавших им вотчин, основав два села Малыковку (ныне Вольск) и Терсу. В 1699 года правительственная грамота подтвердила права монастыря на эти земли, легализовав фактический самозахват.
К распределению волжских природных богатств пожелал быть причастным и московский Новодевичий монастырь. Ходатайство игуменьи о пожаловании в вотчину «Атрубские вод в Симбирском уезде с стержневыми рыбными ловлями» было удовлетворено в 1683 году. Одновременно для рыбного двора отводилась небольшая территория на правом берегу Волги размерами 500 на 500 сажен. Умело используя неравноценные обмены, замаскированные покупки, а также самозахваты неразмежеванных земель уже через 15-20 лет монастырь владел территорией площадью не менее 1000 км². В начале XVIII века на месте первоначального скромного пожалованья «раскинулось довольно обширное село, густо застроенное с несколькими церквами и высокой колокольней», названное по имени монастыря — Новодевичье.
Будучи одним из любимых монастырей царя Алексея Михайловича Савво-Сторожевский монастырь в 1660 году получил царскую грамоту: «Надеинское Усолье с варинцы и с варнишными заводы и со крестьяны и с бобыли и с рыбными ловлями, со всякими угодьи отдано в Саввин монастырь». Немногим позднее монастырю был пожалованы Лопатинские и Васильчиковские рыбные ловли на Самарской Луке выше Сызрани, к 1676 году в Усольском владении находилось уже несколько деревень, в которых находилось 283 двора. Общая площадь вотчины достигала 1500 км²
Последним крупным монастырём из столичного региона, получившим угодья на Самарской земле стал Воскресенский монастырь, также обратившийся с ходатайством отвести ему «на реке Волге в Змеевых горах дикое поле». Как и предыдущих случаях, результат не заставил себя ждать, в 1699 году архимандриту монастыря с братией было отмежевано «из диких поль от устья речки Багая, идучи на низ по речке Терешке, до устья речки Березовки, а меж тех речек Багаю и Березовки от устья и до вершины… до Волги реки … на пашню земли на 500 чети в поле, а в дву потом ж, да под усадьбы 100 чети». Вскоре на этом месте уже было крупное село Сергиевское (Воскресенское), так же как и другие монастырские сёла образованное крестьянами, переведёнными из других монастырских вотчин, да присоединением «беглого и гулящего люда», которого в низовом Поволжье было достаточно
В 1835 году была основана Бузулукская Богородицкая женская община, расположенная сначала в пещерах неподалёку от Бузулука, затем на городском кладбище, в 1847 году она была официально утверждена указом Святейшего Синода. В 1860 году община была преобразована в общежительный Тихвинский Богородицкий женский монастырь.
Южная часть региона дольше всего оставалась опасной из-за угрозы набегов калмыков и башкир, которые порой грабили местное население даже во второй половине XVIII века. Однако же многие предпочитали борьбу с кочевниками постоянным лишениям, и активно заселяли и южную часть региона, в первую очередь раскольники и сектанты. В 1727 году казанский архиепископ Сильвестр докладывал Синоду, что «по реке Киргизе (Иргизу) из верховых городов и уездов живут раскольники, убегая от изыскания, с женами и детьми, многолюдно». Власти периодически предпринимали предпринимали поиски таких поселенцев с помощью воинских отрядов, но несмотря на подобные гонения окрестности Иргиза привлекали всё новых переселенцев. К 1760-м годам в районе проживало «более тысячи российских подданных», возникает ряд слобод. Ситуация изменилась в правление Петра III, который издал указ о дозволении всем старообрядцам, бежавшим ранее за границу, беспрепятственно возвращаться в Россию с правом свободного вероисповедания. Г. Р. Державин предполагал, что подобный указ появился под влиянием поданного крестьянином деревни Малыковки, бывшей одним из центров старообрядчества, Иваном Серебряковым проекта о заселении слабозаселенных мест по Иргизу старообрядцами из Польши. Екатерина II в 1762 году подтвердила прежний указ, дополнительно пообещав переселенцам освобождение от податей на 6 лет и земельные наделы. Вместе с переселенцами из Европы на Иргиз втайне потянулись и переселенцы из внутренней России, которым порой тоже удавалось получить наделы.
Вскоре в иргизских слободах появилось несколько старообрядческих монастырей, основанных выходцами из Польши: мужские Верхне-Спасо-Преображенский, Средне-Никольский и Воскресенский, и женские Верхне-Покровский и Средне-Успенский. Средне-Никольский мужской монастырь в 1843 году был преобразован в женский. Мужские монастыри имели земельные угодья, некоторые владения доходили до 8000 десятин, улов рыбы составлял до тысячи пудов в год. Женские обители успешно огородничали. Монастыри завели несколько школ, обучавших читать и писать.
Селились в заволжских степях и сектанты: так молокане перебрались из Балашовского уезда Саратовской губернии, основав село Тяглое-Озеро. Всего к концу XVIII века насчитывалось около 970 человек в нескольких сектантских посёлках.
Иргизские монастыри быстро стали религиозным центром раскольников. Они получили единоличное первенство в распространении своих священников по всей раскольничьей России, став таким образом заметным конкурентом русской православной церкви. Ряд исследователей сравнивает влияние иргизских монастырей на духовную жизнь России с влиянием таких православных святых мест как Киев и Афон.

## Особенности монастырской хозяйственной деятельности
Особенностью раздач земель в Симбирско-Самарском Поволжье стало то, что монастыри сами подыскивали себе земельные угодья, а потом уже просили об их пожаловании. К пожалованным землям прилагались участки волжских вод, отдававшиеся за весьма умеренную плату: в половинный оброк (Новоспасский монастырь) или в полную цену (Савво-Сторожевский), но безо всякой традиционной надбавки.
Постепенно в сферу монастырской деятельности кроме рыбных ловель вошло земледелие. Перед монастырями встал вопрос расширения владений в регионе, для чего практиковались самые разные способы. Одним из них было пожалование территорий края монастырям в качестве компенсации за вотчины, изъятые в пользу казны в центральных регионах России. Так более 3000 четвертей в 1697—1698 годах получил Новоспасский монастырь. Однако основным источником новых владений стали обмены. В ряде случаев именно они стали основой для формирования крупных монастырских землевладений: в 1690—1691 годах на территории Самарской Луки московский Вознесенский монастырь выменял у местных помещиков «из диких поль остаточной земли» 60,75 четвертей пашни, 66 десятин сенных покосов с угодьями и с «перехожими четьми». Новодевичий монастырь обменами приобрел до 1500 десятин — подавляющее большинство земель вотчины. Воскресенский монастырь к пожалованным 500 четвертям выменял ещё 300. Земли Вознесенского монастыря на треть состояли из выменянных территорий. Широко применялся и самозахват прилегающих к монастырским территориям неразмежеванных земель.
В результате к концу XVII века монастыри стали владельцами около 100 тысяч десятин угодий и практически полностью вытеснив с акватории Средней Волги светских конкурентов, заняв все удобные и перспективные земли. В последней трети XVII века Савво-Сторожевскому монастырю принадлежало более 75 вёрст Волги, 45 вёрст было владением Чудова монастыря, владения Новоспасского и Новодевичьего были немногим меньше.
На полученные земли монастыри активно переселяли крестьян из центральных уездов России, основывая новые поселения. В дальнейшем из монастырских поселений выросли города Вольск, Хвалынск, Октябрьск, крупные сёла Новодевичье, Усолье, Рождествено, Старая Рачейка и другие. Для большинства монастырей владения стали крупнейшими среди прочих, в них проживало до 15-20 % населения всех монастырских вотчин, самарские же владения стали поставщиками основным денежных средств и рыбы для монастырей.
Савво-Сторожевский монастырь кроме того обратил внимание на перспективную отрасль местного хозяйства — солеварение. Село Усолье, ставшее монастырским владением, вскоре ощутило на себе преимущества такого положения. В 1670-х годов из оброчного оно стало вотчинным владением, его вывели из-под контроля симбирских властей, передав сначала казанским, а затем и вообще в прямое управление московских приказов, работники солеварен были освобождены от податей и «стрелецкого хлеба». Однако новое положение несло для жителей села и отрицательные моменты. Управляющий имением в 1673-74 — 1684 годах соборный старец Леонтий Маренцов отличался полным пренебрежением как к другим местным землевладельцам, так и к жителям вотчины. Он захватывал земли, отведенные городу Самаре, захватывал дворцовые земли, завел на этих территориях монастырские слободы, заселив их беглыми, монастырскими крестьянами, мордвой и чувашами, переманенными с дворцовых земель, путём освобождения на несколько лет от податей. Итогом такой политики стало то, что к концу 1880-х годов Усолью принадлежали село Жигулёвка (Вознесенское), Переволоцкая слобода, чувашские деревни Новый Тёплый Стан у Брусянского ключа, Новый Тёплый Стан на Ногайском броде, Старый Тёплый Стан. Однако и крепостное население, и свободные люди были жестоко угнетаемы и притесняемы: так промышленника Г. Черниговца Маренцов «морил голодною смертью и ставил на правёж», угрозы, избиения, незаконные поборы и отработки стали нормой. Челобитные с просьбой отозвать Маренцова постоянно направлялись и к царю, и к патриарху, и к монастырским властям, но оставались без ответа. В результате в 1682 году доведённые до крайности жители Усолья решились на открытое выступление: население просто перестало подчиняться Маренцову, все промыслы встали, отчего монастырь понёс изрядные убытки. И хотя выступление окончилось ничем, но сохраняющаяся угроза вооружённого восстания привела в итоге в 1884 году к смене управляющего вотчиной. В дальнейшем отряды армии Степана Разина нашли самый тёплый приём в усольских монастырских владениях.
Не сохранилось никаких свидетельств того, что монастыри из иных регионов занимались на территории самарского края чем-либо, помимо хозяйственной деятельности, не предпринимая никаких попыток к христианизации местных многочисленных чувашей и мордвин. Напротив, самарский мужской Спасо-Преображенский монастырь занимался миссионерской деятельностью: входившие в его владения мордовские и чувашские деревни Шелехметь, Борковская, Терново, Чуракаева были обращены в христианство в середине XVII века.

## Государственная политика
Изначально, в 1660—1670-х годах государство отводило монастырям только воды, с запретом строить на берегах, примыкающих к ним. С 1680-х годов такие запреты были сняты, и хотя государство по-прежнему пыталось сдерживать рост церковной собственности, эти ограничения легко обходились.
Религиозная политика Петра I остановила рост церковной собственности в регионе. Правительство отстранило монастыри от управления вотчинами. Указом от 6 января 1706 года все рыбные промыслы подверглись секуляризации. В 1710 году волжские владения Новодевичьего, Савво-Сторожевского и Новоспасского монастыре были пожалованы А. Д. Меншикову. После падения последнего монастыри получили на некоторые время обратно свои владения, но эпоха могущества монастырей в регионе подошла к концу.
Из-за изменения государственной политики в отношении церкви в XVIII веке сначала пришли в упадок, а затем прекратили своё существование и оба самарских Спасо-Преображенских монастыря: мужской в 1723, ненадолго возродившись в 1732—1738 годах, а женский в 1764 году. Кроме того в том же 1764 году после указа Екатерины II «О разделении церковных имений…» был закрыт Кашпирский Благовещенский монастырь.
В 1830-х годах государственная политика в области веротерпимости претерпела изменения: православие при поддержке государства начало активное наступление на иноверцев. В 1829 году перешёл в единоверие Воскресенский мужской монастырь, в 1837 году — Средне-Никольский мужской монастырь, в 1841-м году — Верхне-Спасо-Преображенский мужской монастырь. Обращение было отнюдь не мирным: так в зимой в 1837 году в уездный Николаевск прибыл губернатор с вооружённым отрядом, артиллерией и пожарной командой. Сбежавшееся население ложилось на пути солдат, не допуская их к Средне-Никольскому монастырю, однако пожарная команда облила людей водой на сильном морозе, вскоре монастырь был занят, иноки насильно обращены в единоверие. Примерно по аналогичному сценарию подавляли сопротивление насельников и Верхне-Спасо-Преображенского монастыря. Женские Верхне-Покровский и Средне-Успенский монастыри единоверия не приняли и были закрыты в 1836 году.
Эти три единоверческих монастыря в Николаевском уезде были единственными монастырями в регионе на момент создания Самарской епархии в 1851 году. Продолжавший действовать сызранский Вознесенский монастырь остался на территории Симбирской епархии.